# Apt (cratera)
Apt é uma cratera marciana. Tem como característica 10 quilômetros de diâmetro. Deve o seu nome a Apt, uma localidade francesa.